# مسا ایرلاینز
مسا ایرلاینز (به انگلیسی: Mesa Airlines) یک شرکت هواپیمایی با کد یاتا YV است که در ۱۹۸۰ میلادی تأسیس شده و در ۱۲ اکتبر ۱۹۸۰ فعالیتش را آغاز کرده‌است. دفتر مرکزی مسا ایرلاینز در فینیکس، آریزونا واقع شده‌است و به ۱۶۵ مقصد، پرواز انجام می‌دهد.